# Guy Auffray
Guy Auffray (* 8. Februar 1945; † 2021) war ein französischer Judoka. Er war Europameister und Weltmeisterschaftsdritter 1971.

## Sportliche Karriere
Auffray kämpfte in der Regel im Mittelgewicht, der Gewichtsklasse bis 80 Kilogramm. Bei den französischen Landesmeisterschaften belegte er 1969 den zweiten Platz hinter Jacques Noris. Kurz darauf schied er bei den Europameisterschaften 1969 im Poolfinale gegen den Niederländer Martin Poglajen aus. Im  Jahr darauf erreichte er erneut das Finale der französischen Meisterschaften und unterlag diesmal Jean-Paul Coche. 1971 gewann er erstmals den Titel, wobei er im Finale Jacques Noris schlug. Vier Wochen danach erreichte er das Finale der Europameisterschaften in Göteborg, durch einen Sieg über Guram Gogolauri aus der Sowjetunion gewann Auffray den Titel. Anfang September 1971 bei den Weltmeisterschaften in Ludwigshafen unterlag Auffray den beiden Japanern Shōzō Fujii und Yoshinari Shigematsu, im Kampf um eine Bronzemedaille siegte er gegen den Briten Brian Jacks.
1972 gewann Auffray seinen zweiten Meistertitel, bei den Olympischen Spielen in München startete aber Jean-Paul Coche. 1973 siegte Auffray zum dritten Mal bei den französischen Meisterschaften. Bei den Europameisterschaften 1973 bezwang er auf dem Weg ins Finale drei Deutsche: Jochen Bech und Bernd Look aus der DDR und Fred Marhenke aus der Bundesrepublik. Im Poolfinale bezwang Auffray den Briten Brian Jacks, gegen den er im Finale erneut kämpfte und diesmal verlor. Bei den Weltmeisterschaften 1973 in Lausanne schied Auffray im Viertelfinale gegen Andrei Tschupaschenko aus der Sowjetunion aus. 1976 war Auffray noch einmal hinter Jean-Paul Coche Zweiter der französischen Meisterschaften.